# Alexander Southayke
Alexander Southayke BD (falecido em 1606) foi um cónego de Windsor de 1586 a 1606.

## Carreira
Ele foi educado no Trinity College, Cambridge e graduou-se BA em 1571, MA em 1574 e BD em 1581.
Ele foi nomeado:
- Reitor de Waddington, Lincolnshire 1588

Ele foi nomeado para a quarta bancada na Capela de São Jorge, Castelo de Windsor em 1586 e ocupou a canonaria até 1606.